# Bormio
Bormio är en ort och en kommun i provinsen Sondrio i Lombardiet, Italien. Kommunen hade 4 179 invånare (2018) och gränsar till kommunerna Stelvio, Val Müstair, Valdidentro, Valdisotto och  Valfurva.
I stadens omgivningar finns klor-, järn-, och svavelhaltiga varmkällor med en temperatur på mellan 38 och 31 °C, vilka utnyttjats sedan antiken.
Bormio var arrangörsort vid världsmästerskapen i alpin skidsport 1985 och 2005, båda gångerna tillsammans med Santa Caterina.

### Fotnoter
1. ↑  ”Territorial features, Total area (Engelska)”. Istituto Nazionale di Statistica. 2019. http://dati.istat.it/. Läst 13 mars 2020.
2. 1 2  ”Statistiche demografiche ISTAT”. demo.istat.it. 2018. Arkiverad från originalet den 14 januari 2018. https://web.archive.org/web/20180114115045/http://demo.istat.it/bilmens2018gen/index.html. Läst 13 mars 2020.
3. ↑  Svensk uppslagsbok, andra upplagan 1947 Arkiverad 23 februari 2015 hämtat från the Wayback Machine.
4. ↑  ”Alpint”. Sporthistoria. http://www.sporthistoria.se/autograf/sport1/alpint.htm. Läst 14 oktober 2017.